# Konturowa butelka Coca-Coli
Konturowa butelka Coca-Coli – znak towarowy marki The Coca-Cola Company, wykorzystywany zarówno w formie butelek szklanych, jak i plastikowych. Według założeń producentów kształt opakowania miał odróżniać się od pozostałych napoi bezalkoholowych charakterystycznych w XX wieku.

## Historia
Prototyp szklanej butelki konturowanej został opatentowany w 1915 roku. Wydarzenie to zostało poprzedzone konkursem organizowanym przez producentów Coca-Coli. Tematem zawodów było stworzenie najlepszego projektu szklanego opakowania. Na potrzeby kampanii stworzono slogan określający wizję przedsiębiorstwa, a opis szklanej butelki brzmiał następująco: „...jej kształt będzie rozpoznawalny w ciemności, po omacku, a nawet gdy jej rozbite kawałki znajdą się na ziemi”.
W ramach wydarzenia zaproszono wszystkich producentów szkła znajdujących się na terenie Stanów Zjednoczonych. Zwycięski pomysł został przyznany Aleksandrowi Samuelsonowi, który skonstruował opakowanie we współpracy z Earlem R. Deanem. Inspiracją pracowników firmy szklarskiej Root Glass Company było ziarno kakao. Wizja ta odróżniała się od pozostałych projektów, ponieważ zawarto na niej charakterystyczne żłobienia, pozwalające na rozpoznanie butelki po samym dotyku. Projekt utrzymywano w ścisłej tajemnicy, aż do chwili rozpoczęcia produkcji w 1916 roku. Oprócz nietypowego kształtu nowa butelka zyskała odmienny zielony kolor, nazywany Georgia Green. Barwa ta była używana przez firmę do roku 1991.
Zastrzeżenie patentu do opakowania odbyło się 25 grudnia 1923 roku w Dzienniku Urzędowym. Ze względu na ogłoszenie patentu w Boże Narodzenie, produkt posiadał świąteczne skojarzenia wśród społeczności lokalnej. Takie kreowanie wizerunku pozwoliło producentom na postrzeganie firmy przez pryzmat gościnności, miłości oraz radości. Do dziś święto to pozostaje główną wizytówką marki. Dodatkowo na potrzeby kampanii reklamowej w 1923 roku rozpoczęto sprzedaż butelek Coca-Coli w formie sześciopaku. Akcja ta bezpośrednio nawiązywała do zakupów napoi alkoholowych. Producenci zapewniali, iż celem ich działania jest próba zachęcenia klientów do spożywania napoju w domu z przyjaciółmi.

## Odniesienia w kulturze
W 1950 roku na okładce magazynu „Time” pojawiła się po raz pierwszy butelka konturowa Coca-Coli. Reklamę tę uznaje się za przejaw przewrotu na rynku promocji, która pomogła w ugruntowaniu pozycji marki na skalę międzynarodową. Dziesięć lat później w latach sześćdziesiątych, Andy Warhol (prekursor sztuki pop artu) stworzył dzieło wzorowane na konturowej butelce. Najprawdopodobniej przyczyną jego zainteresowań produktem było podpisanie współpracy z magazynem „Time”, który w tych czasach współdziałał z firmą The Coca-Cola Company.
Pierwsza praca w nawiązaniu do Coca-Coli nie cieszyła się sławą, ponieważ były to pierwsze inspirowane popkulturą grafiki. Warhol chciał jednak wedrzeć się do świata „prawdziwej sztuki”. Inspirował się przedmiotami znanymi mu z życia codziennego. Przy ich pomocy zaczął tworzyć arcydzieła sztuki, które stały się inspiracją dla wielu artystów. Wykorzystywał takie produkty konsumenckie jak: Coca-Cola oraz zupa Campbell’s. Andy Warhol uznawał, iż konsumentami słynnego napoju są wszyscy ludzie, co pozwalało mu na dotarcie do większej ilości odbiorców. Podkreślał to słowami zawartymi w książce „Filozofia Warhola od A do B i z powrotem”:

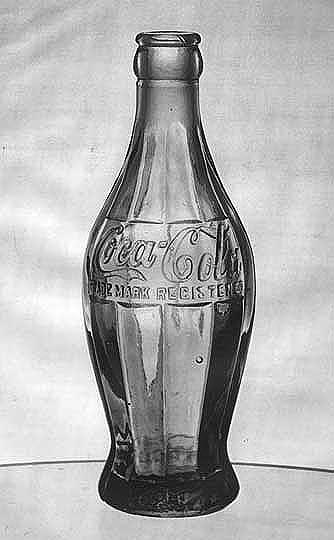
Pierwowzór butelki konturowej

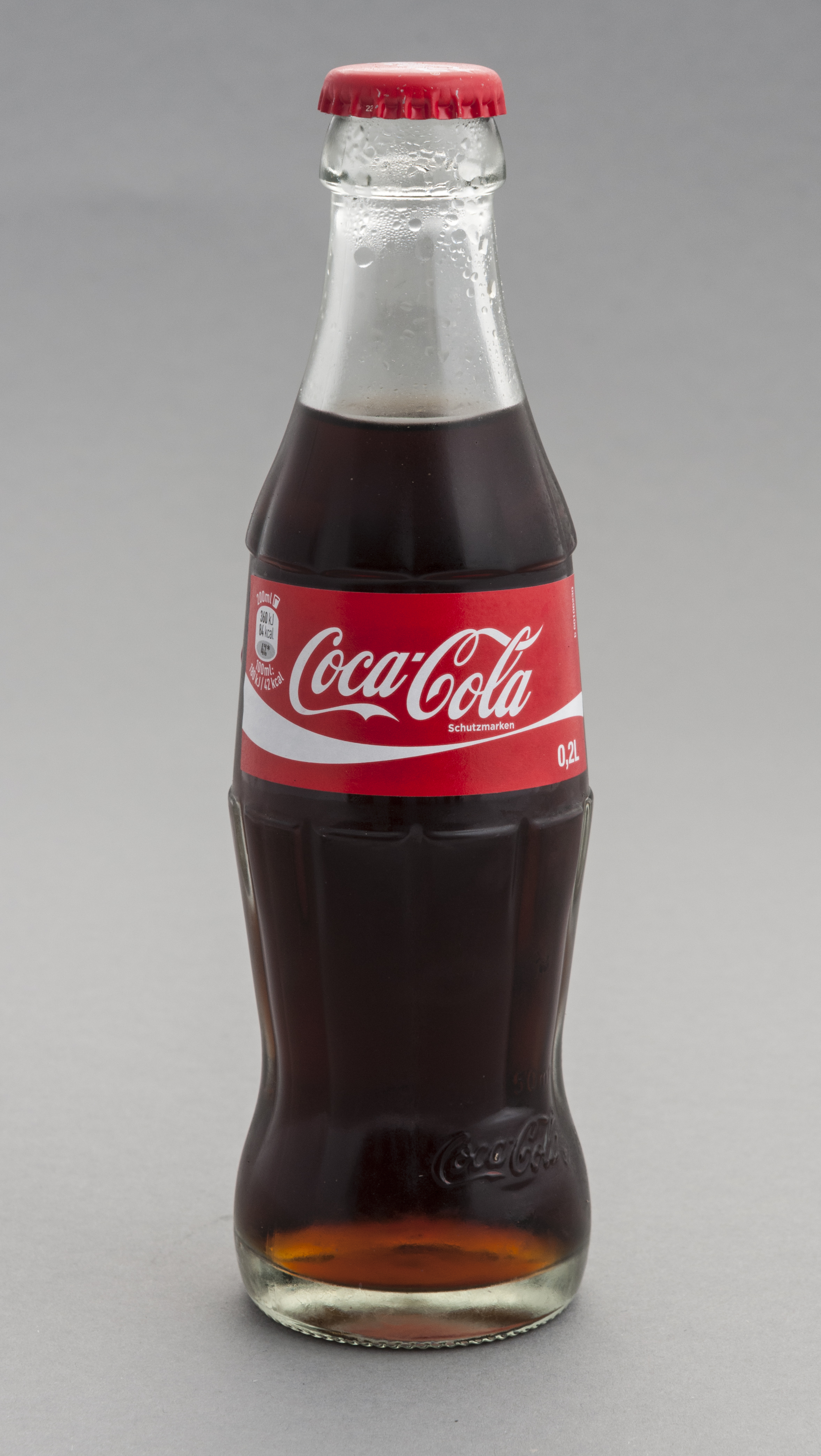
Aktualny wygląd butelki konturowej

„To, co jest w tym kraju świetne to fakt, że w Ameryce bogaci konsumenci kupują dokładnie to samo, co biedni. Każda Coca-Cola jest taka sama, każda jest tak samo dobra. Zna ją Liz Taylor, prezydent, włóczęga i ty sam”.
Przez lata artysta tworzył grafiki na okładki magazynu „Time”, a w 1984 roku przygotowywał dzieła we współpracy z celebrytami, np. z Michaelem Jacksonem. Sukces ten sprawił, iż malarz dostał ofertę specjalną od producentów Coca-Coli. Propozycja dotyczyła prezentacji napoju w formie graficznej ze zmienioną nazwą marki na New Coke. Całość została zaplanowała na czerwiec 1985 roku, lecz okładka ta nigdy nie ujrzała światła dziennego. Firma zrezygnowała z dalszej produkcji napoju, ponieważ nie przyjął się na rynku sprzedażowym.
Andy Warhol wyprodukował co najmniej cztery znaczące obrazy Coca-Coli w latach 60. XX wieku, a jednym z nich było zielone butelki Coca-Coli. Butelki Green Coca-Cola powstały w roku, w którym artysta opracował swoją pionierską technikę sitodruku. Forma ta pozwoliła mu tworzyć obrazy w procesie mechanicznym uznawany za analogiczny do wykorzystania przez niego przedmiotów kultury masowej. Obraz pojedynczej butelki Coca-Coli powtarzał się w regularnych rzędach, siedem wysokości na szesnaście wszerz, nad logo firmy. Powtarzające się obrazy i standaryzowany format przywodziły na myśl reprodukcję mechaniczną, ale czarne kontury zostały prawdopodobnie odciśnięte ręcznie, przy pomocy pojedynczego rzeźbionego klocka na zielonych obszarach wydrukowanych w siatkę. Zawarcie takich detali powodowało subtelne różnice w schemacie pracy. Każda z butelek różniła się zarówno równością zielonej podmalówki, jak i wyrazistością wytłoczonego profilu. Butelki zostały również często lekko przekrzywione, co zaburzało ogólną regularność siatki i sprawiało, że wyglądały one na ręcznie robione i zindywidualizowane, opływowe oraz produkowane masowo. W swój śmiertelny i ironiczny sposób Warhol krytykował i gloryfikował idoli konsumpcyjnych oraz powierzchowne wartości nasyconej mediami amerykańskiej kultury powojennej. Wystawa ta obecnie mieści się w Nowym Jorku w Whitney Museum of American Art.
Kolejnym znanym ilustratorem, tworzącym prace dla Coca-Coli, był Norman Rockwell. Uznaje się, że jego najbardziej znaną ilustracją jest „Out Fishin” („Na ryby”) z 1935 roku. Dzieło przedstawiało chłopca, który przypominał Tomka Sawyera, siedzącego na pieńku w towarzystwie psa i butelki Coca-Coli.

## Zastrzeżenie butelki konturowej bez żłobień
W marcu 2014 r. OHIM odrzucił zgłoszenie dotyczące zastrzeżenia butelki konturowej bez żłobień, które używane są przy produkcji opakowań plastikowych. Sąd uzasadnił swą decyzję tym, że zgłoszony znak towarowy jest pozbawiony charakteru odróżniającego dla wskazanych towarów. OHIM nie uwzględnił argumentu Coca-Coli, zgodnie z którym zgłoszony znak towarowy należy uznać za naturalną ewolucję jej słynnej, emblematycznej butelki (a mianowicie butelki konturowej ze żłobieniami). Coca-Cola wniosła do Sądu Unii Europejskiej skargę, domagając się stwierdzenia nieważności decyzji OHIM. W ogłoszonym wyroku Sąd potwierdził, iż omawiana butelka nie posiada cech umożliwiających odróżnienie jej od innych butelek dostępnych na rynku. Zgłoszony znak towarowy stanowi jedynie jeden z wariantów kształtu butelki, który nie pozwala konsumentowi na odróżnienie towarów Coca-Coli od towarów innych przedsiębiorstw.